# 44-я отдельная механизированная бригада
44-я отдельная механизированная бригада (укр. 44-та окрема механізована бригада) (сокр. 44 ОМБр, в/ч A4723) — тактическое соединение Сухопутных сил Украины.

## История

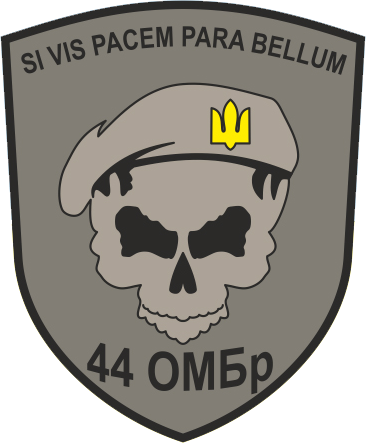
Альтернативная эмблема 44 омбр

Бригада была сформирована во второй половине 2023 года. Впервые танки Leopard 1A5 бригады были замечены у линии фронта на востоке Украины 19 ноября, а 28 ноября первый из них был потерян (повреждён и оставлен экипажем).

## Вооружение
Бригада первой среди бригад ВСУ получила на вооружение немецкие танки Leopard 1A5, также она вооружена польскими колёсными БМП Rosomak.